# 救世神棍
《救世神棍》，台灣片名王牌神棍，是1995年上映的一部香港喜劇電影，由李志毅執導，梁朝偉、陳小春和莫文蔚主演。

## 演員
| 演員           | 角色        | 關係/暱稱                                |
| 梁朝偉         | 黃大鳳      | 神棍，大師徒弟，安仔同門，達達經理人     |
| 陳小春         | 陳春、達達  | 熱愛演戲，與達達大師模樣相似，故取名達達 |
| 莫文蔚         | Joan        | ‘靈與慾’節目主持、與黃大鳳有兩夜情       |
| 杜德偉         | 鮑華        | 真正樂壇巨星，達達大師假裝救醒他而成名   |
| 林保怡         | 吳智 Calvin | 黃大鳳徒弟，後來自立門戶                 |
| 鄭則士         | 徐大砲      | Joan所屬的電視台老闆                     |
| 鄭丹瑞         | 許志安      | 大師徒弟，大鳳同門                       |
| 張預東（幼年） | 許志安      | 大師徒弟，大鳳同門                       |
| 吳耀漢         | 大師        | 許志安、黃大鳳的師父，神棍               |
| 林曉峰         | 阿Lo        | 黃大鳳徒弟，神棍家族出身                 |
| 羅慧娟         | 大肚婆      | 與黃大鳳合作詐騙                         |
| 張學潤         | Johnny      | 鮑華同事                                 |
| 陳 豪          | Willie      | Joan舊男友                               |
| 袁詠儀         | 嫦娥        | 客串                                     |
| 羅家英         | 吳剛        | 客串                                     |
| 夏萍           |             | 陳春外婆                                 |
| 林建明         |             | ‘城市睇真D’主持                          |
| 邵國華         | 聯哥        |                                          |
| 葉廣儉         | 新聞報導員  |                                          |
| 曾近榮         |             | 醫生                                     |
| 梁克信         | 朱大祥      |                                          |
| 邵音音         |             | 朱太太                                   |
| 陳德森         |             | 電視台導演                               |
| 鄒靜           |             | 李太太                                   |
| 梁思敏         |             | 徐大砲太太                               |
| 陳望華         | K.K.        |                                          |
| 白嘉倩         |             |                                          |
| 張嘉年         |             |                                          |
| 許思敏         |             |                                          |

## 插曲
- 杜德偉 - Loving You

作曲, 羅百吉 ; 作詞, 林夕

## 獎項
| 獎項                      | 類別           | 获奖者                 | 結果 |
| ------------------------- | -------------- | ---------------------- | ---- |
| 第2屆香港電影評論學會大獎 | 最佳女演員     | 莫文蔚                 | 提名 |
| 第15屆香港電影金像獎      | 最佳男配角     | 陳小春                 | 提名 |
| 第1屆香港電影金紫荊獎     | 最佳男配角     | 陳小春                 | 提名 |
| 第1屆香港電影金紫荊獎     | 最佳編劇       | 李志毅、阮世生、林愛華 | 提名 |
| 第1屆香港電影金紫荊獎     | 歐米茄最富創意 | 救世神棍               | 提名 |

## 外部連結
- 香港影庫上《救世神棍》的資料（繁體中文）
- 開眼電影網上《王牌神棍》的資料（繁體中文）
- 豆瓣电影上《救世神棍》的資料 （简体中文）
- 时光网上《救世神棍》的資料（简体中文）
- AllMovie上《救世神棍》的资料（英文）
- 爛番茄上《救世神棍》的資料（英文）
- 互联网电影数据库（IMDb）上《救世神棍》的资料（英文）